# Alliance (album)
Alliance jest to trzecia płyta niemieckiego zespołu Grailknights. Album ten charakteryzuje się bardzo wieloma chórkami połączonymi z ciężkim brzemieniem oraz ostrym growlem. Dodatkowo do limitowanej wersji opakowania digipack płyty była dodawana 16 stronicowa książeczka oraz bardzo rzadka naszywka.

## Lista utworów
1. Nameless Grave  - 4:35
2. Alliance  - 5:42
3. The White Raven - 4:56
4. Echoes Of Wisdom  - 4:52
5. When Good Turns Evil - 3:39
6. Tranquility's Embrace  - 3:41
7. Mortem Obi  - 5:47
8. In For The Kill  - 4:01
9. Grailquest Gladiators  - 5:40
10. Der König Von Thule  - 5:26

## Twórcy
- Mac Death - gitara basowa, wokal
- Sir Optimus Prime - gitara, wokal
- Lord Lightbringer - gitara, wokal
- Duke of Drumington - perkusja